# Середній ремонт
Середній ремонт (рос. средний ремонт; англ. mid-life repair; нім. mittlere Reparierung f, Instandsetzung f) – ремонт, що виконується для відновлення справності та часткового відновлення ресурсу виробу із заміною або відновленням складових частин обмеженої номенклатури та контролем технічного стану складових частин, які виконуються в обсязі, встановленому в нормативно-технічній документації. Значину частково відновлюваного ресурсу встановлюють у нормативно-технічній документації. 